# Philip Farrugia
Philip Farrugia (20 augustus 1988) is een Maltees voetbalscheidsrechter. Hij is in dienst van FIFA en UEFA sinds 2021. Ook leidt hij sinds 2013 wedstrijden in de Premier League.
Op 21 september 2013 leidde Farrugia zijn eerste wedstrijd in de Maltese nationale competitie. Tijdens het duel tussen Valletta en Naxxar Lions (1–0) trok de leidsman zesmaal de gele kaart. In Europees verband debuteerde hij tijdens een wedstrijd tussen MŠK Žilina en Dila Gori in de tweede voorronde van de Conference League; het eindigde in 5–1 en Farrugia gaf vijf gele kaarten. Zijn eerste interland had hij daarvoor al gefloten op 7 juni 2021, toen Andorra met 0–0 gelijkspeelde tegen Gibraltar. Tijdens dit duel gaf Farrugia twee gele kaarten.

## Interlands
| Datum            | Plaats                    | Wedstrijd            | Uitslag | Competitie             | Kreeg geel | Kreeg voor de tweede keer geel en dus rood | Weggestuurd |
| ---------------- | ------------------------- | -------------------- | ------- | ---------------------- | ---------- | ------------------------------------------ | ----------- |
| 7 juni 2021      | Andorra la Vella, Andorra | Andorra – Gibraltar  | 0 – 0   | Vriendschappelijk      | 2          | 0                                          | 0           |
| 13 juni 2022     | Tirana, Albanië           | Albanië – Estland    | 0 – 0   | Vriendschappelijk      | 2          | 0                                          | 0           |
| 8 september 2023 | Rijeka, Kroatië           | Kroatië – Letland    | 5 – 0   | EK 2024 kwalificatie   | 1          | 0                                          | 0           |
| 11 oktober 2023  | Wrexham, Wales            | Wales – Gibraltar    | 4 – 0   | Vriendschappelijk      | 2          | 0                                          | 0           |
| 26 maart 2024    | Brøndbyvester, Denemarken | Denemarken – Faeröer | 2 – 0   | Vriendschappelijk      | 0          | 0                                          | 0           |
| 13 oktober 2024  | Tórshavn, Faeröer         | Faeröer – Letland    | 1 – 1   | Nations League 2024/25 | 3          | 0                                          | 0           |

Laatst bijgewerkt op 17 oktober 2024.